# Ichneumon stramentor
Ichneumon stramentor là một loài tò vò trong họ Ichneumonidae.